# مارك هنتر (موسيقي أمريكي)
مارك هنتر (بالإنجليزية: Mark Hunter)‏ هو موسيقي ومغني ومصور أمريكي، ولد في 26 مايو 1977 في كليفلاند في الولايات المتحدة.

## وصلات خارجية
- مارك هنتر على موقع ميوزك برينز (الإنجليزية)
- مارك هنتر على موقع ديسكوغز (الإنجليزية)